# Grammotaulius lineatipennis
Grammotaulius lineatipennis är en nattsländeart som beskrevs av Georg Ulmer 1932. Grammotaulius lineatipennis ingår i släktet Grammotaulius och familjen husmasknattsländor. Inga underarter finns listade i Catalogue of Life.